# Carnikava kommun
Carnikava kommun (lettiska: Carnikavas novads) är en före detta kommun i Lettland. Kommunen bildades 2006 och dess huvudort var Carnikava. År 2021 uppgick Carnikava kommun i Ādaži kommun. Carnikava kommun låg i den centrala delen av landet, cirka 21 km norr om huvudstaden Riga, i landskapet Vidzeme vid Rigabukten. Antalet invånare var 6 261 år 2009. År 2021, vid sammanslagningen med Ādaži kommun var antalet invånare 9 310. Kommunens area var cirka 80 kvadratkilometer. Carnikava kommun gränsade till Riga, Garkalne kommun, Ādaži kommun och Saulkrasti kommun.
Följande samhällen finns i det område som ingick i Carnikava kommun:
- Carnikava
- Kalngale